# Даклак

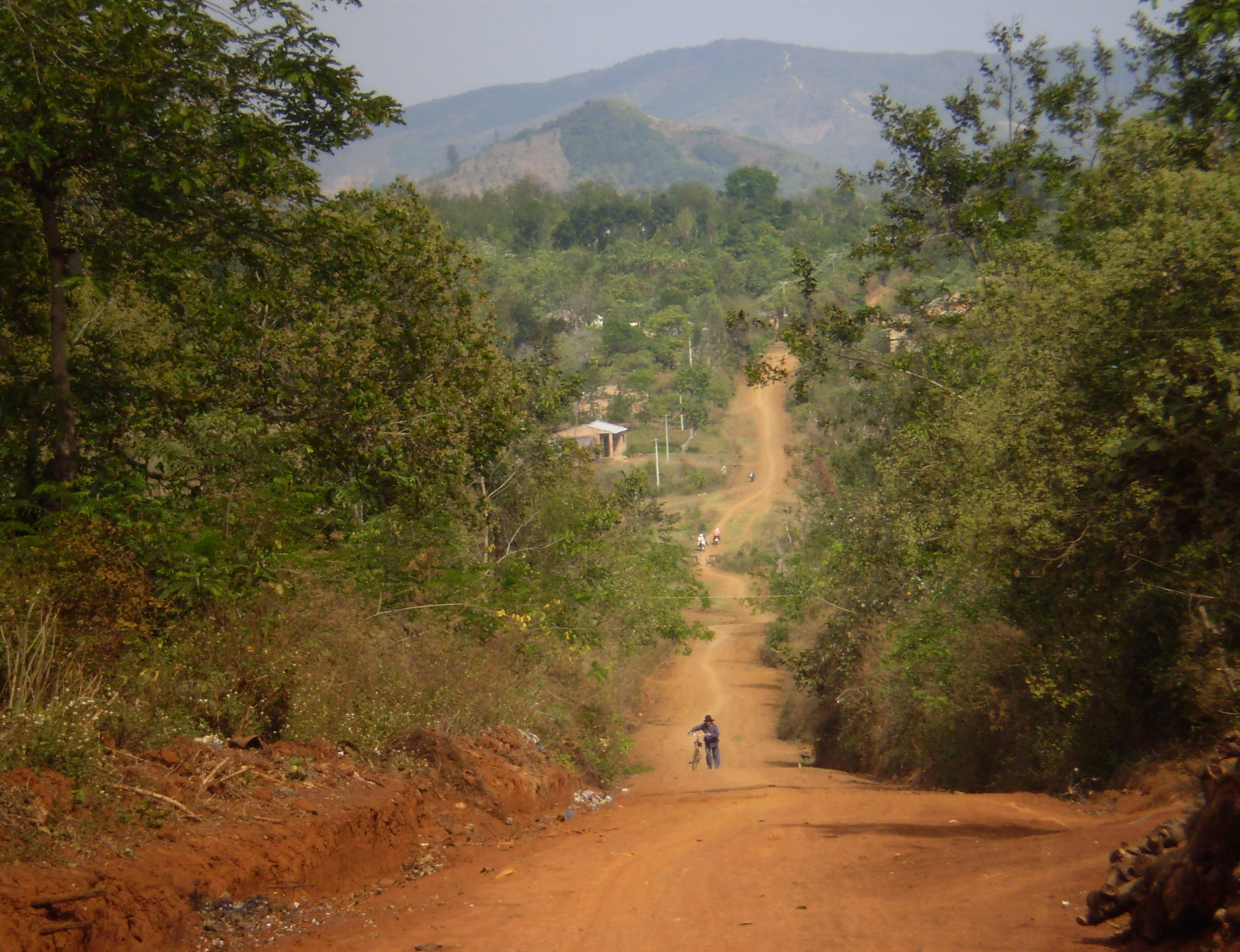
Краєвид Даклака

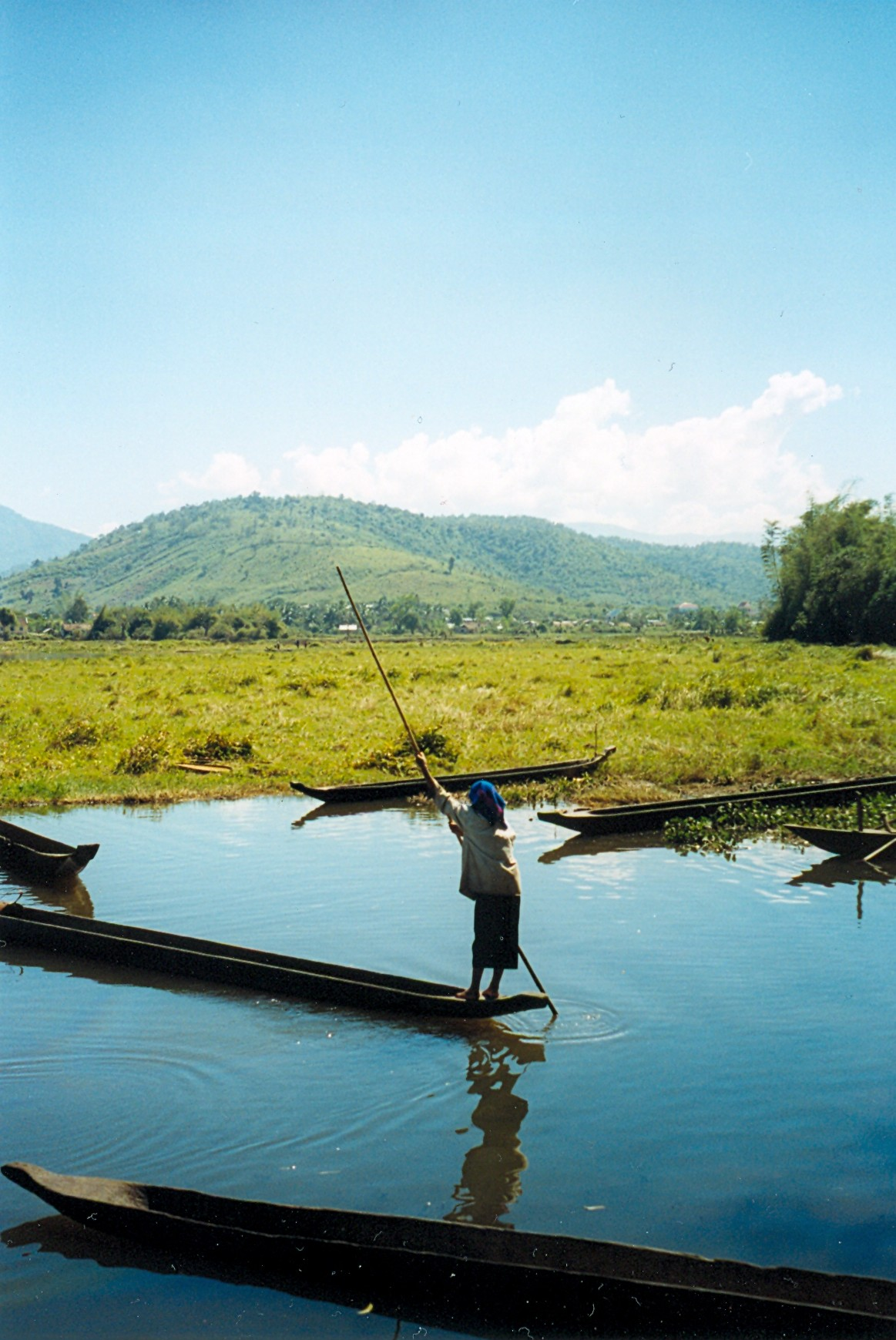
На озері Лак — гірському символі В'єтнаму

Даклак (в'єт. Đắk Lắk) — провінція у центральному нагір'ї В'єтнаму. Межує на сході з Камбоджею.
Адміністративний центр провінції — місто Буонметхуот (в'єт. Buôn Ma Thuột) — знаходиться за 1396 км від Ханоя і за 345 км від Хошиміна.
У провінція Даклак є кілька національних парків. Основа економіки — вирощування кави, чаю і фруктів. Аеропорт поблизу Метхуота. Провінція має потенціал у гідроенергетиці. У провінції проживає багато національних меншин.

## Адміністративний поділ
Даклак підрозділяється на муніципалітет Буонметхуот (раніше на радянських картах називався просто Метхуот) і 13 повітів:
- Буондон (Buôn Đôn)
- Кикуїн (Cư Kuin)
- Кимгар (Cư M'gar)
- Яхлео (Ea H'leo)
- Якар (Ea Kar)
- Яшуп (Ea Súp)
- Кронгана (Krông Ana)
- Кронгбонг (Krông Bông)
- Кронгбук (Krông Buk)
- Кронгнанг (Krông Năng)
- Кронгпак (Krông Pak)
- Лак (Lắk)
- Мдрак (M'Drăk)

## Населення
У 2009 році населення провінції становило 1 733 624 особи (перепис), з них 875 226 (50,49 %) чоловіки і 858 398 (49,51 %) жінки, 1 317 743 (76,01 %) сільські жителі і 415 881 (23,99 %) жителі міст.
Національній склад населення (за даними перепису 2009 року): в'єтнамці 1 161 533 особи (67,00 %), еде 298 534 особи (17,22 %), нунги 71 461 особа (4,12 %), тай 51 285 осіб (2,96 %), мнонги 40 344 особи (2,33 %), мео 22 760 осіб (1,31 %), тхай 17 135 осіб (0,99 %), зярай 16 129 осіб (0,93 %), зао 15 303 особи (0,88 %), седанги 8 041 особа (0,46 %), сантяй 5 220 осіб (0,30 %), інші 10 369 осіб (0,60 %).